# Centropogon aequatorialis
Centropogon aequatorialis är en klockväxtart som beskrevs av Franz Elfried Wimmer. Centropogon aequatorialis ingår i släktet Centropogon och familjen klockväxter. Inga underarter finns listade i Catalogue of Life.